# هاکی روی چمن در المپیک تابستانی ۱۹۸۰
هاکی روی چمن در بازی‌های المپیک تابستانی ۱۹۸۰ نام رویداد ورزش هاکی روی چمن در بازی‌های المپیک تابستانی بود که در سال ۱۹۸۰ در مسکو برگزار شد.

### جدول مدال
| رتبه           | کشور           | طلا | نقره | برنز | مجموع |
| -------------- | -------------- | --- | ---- | ---- | ----- |
| ۱              | زیمبابوه       | ۱   | ۰    | ۰    | ۱     |
| ۱              | هند            | ۱   | ۰    | ۰    | ۱     |
| ۳              | اسپانیا        | ۰   | ۱    | ۰    | ۱     |
| ۳              | چکسلواکی       | ۰   | ۱    | ۰    | ۱     |
| ۵              | اتحاد شوروی    | ۰   | ۰    | ۲    | ۲     |
| مجموع (۵ کشور) | مجموع (۵ کشور) | ۲   | ۲    | ۲    | ۶     |